# Jefferson Airplane Takes Off
Jefferson Airplane Takes Off — дебютный студийный альбом калифорнийской психоделической группы Jefferson Airplane, выпущенный 15 августа 1966 года на лейбле RCA Victor. В это время «оригинальный» состав группы отличался от более позднего «классического»: вокалисткой была Сигни Толи Андерсон, а на ударных играл Скип Спенс. Оба покинули группу вскоре после выхода альбома.

## Об альбоме
В этом альбоме ещё преобладает фолк-рок, не в пример будущим более жёстким альбомам Jefferson Airplane, вроде After Bathing at Baxter’s. Тем не менее, характерные черты группы и психоделии вообще представлены на альбоме сполна — шизофреническая тематика текстов, надрывно-женственный голос Мартина Балина почти на всех песнях, кроме «Let Me In» и «Chauffeur Blues», где он не поёт.
«Takes off» означает отрыв самолёта от поверхности Земли при взлёте. Но название альбома также имеет отсылку к наркотической культуре: на сленге «Takes off» означает духовный отрыв человека от мира во время психоделического трипа, а «Jefferson Airplane» может означать косяк с марихуаной, зажатый между частями сломанной пополам спички.

## Список композиций
На всех песнях основной вокал Мартина Балина, за исключением отмеченных.
| №  | Название                                  | Автор(ы)                | Длительность |
| -- | ----------------------------------------- | ----------------------- | ------------ |
| 1. | «Blues from an Airplane»                  | Марти Балин, Скип Спенс | 2:10         |
| 2. | «Let Me In» (основной вокал: Пол Кантнер) | Балин, Пол Кантнер      | 2:55         |
| 3. | «Bringing Me Down»                        | Балин, Кантнер          | 2:22         |
| 4. | «It's No Secret»                          | Балин                   | 2:37         |
| 5. | «Tobacco Road»                            | Джон Д. Лаудермилк      | 3:26         |

| №  | Название                                                        | Автор(ы)              | Длительность |
| -- | --------------------------------------------------------------- | --------------------- | ------------ |
| 1. | «Come Up the Years»                                             | Балин, Кантнер        | 2:30         |
| 2. | «Run Around» (основной вокал: Кантнер)                          | Балин, Кантнер        | 2:35         |
| 3. | «Let's Get Together» (основной вокал: Кантнер, Андерсон, Балин) | Chet Powers           | 3:32         |
| 4. | «Don't Slip Away»                                               | Балин, Спенс          | 2:31         |
| 5. | «Chauffeur Blues» (основной вокал: Андерсон)                    | Lester Melrose        | 2:25         |
| 6. | «And I Like It»                                                 | Балин, Йорма Кауконен | 3:16         |

| №   | Название                                                         | Автор(ы)              | Длительность |
| --- | ---------------------------------------------------------------- | --------------------- | ------------ |
| 12. | «Runnin' Round This World» (из Early Flight)                     | Балин, Кантнер        | 2:25         |
| 13. | «High Flying Bird» (из Early Flight)                             | Billy Edd Wheeler     | 2:17         |
| 14. | «It's Alright» (из Early Flight)                                 | Балин, Спенс          | 2:17         |
| 15. | «Go to Her» (из Jefferson Airplane Loves You)                    | Кантнер, Irving Estes | 4:09         |
| 16. | «Let Me In» (версия без цензуры из Jefferson Airplane Loves You) | Балин, Кантнер        | 3:31         |
| 17. | «Run Around» (версия без цензуры)                                | Балин, Кантнер        | 2:35         |
| 18. | «Chauffeur Blues» (альтернативная версия)                        | Melrose               | 2:49         |
| 19. | «And I Like It» (альтернативная версия)                          | Балин, Кауконен       | 8:16         |
| 20. | «Blues from an Airplane» (инструментальная версия)               | Балин, Спенс          | 2:10         |

## Примечательные песни

### Blues From An Airplane
Темой текста песни является одиночество. Мрачная и грустная песня; атмосфера композиции дополняется вокальной манерой Балина.

### Let Me In
«Let Me In» — одна из немногих песен альбома, где ведущий вокал принадлежит ритм-гитаристу группы Полу Кантнеру. У песни довольно быстрый ритм и скоростное соло на гитаре, сыгранное соло-гитаристом Йормой Кауконеном.
В RCA Records сочли, что песня имеет сексуальный подтекст. Группа была вынуждена заменить строки «I gotta get in, you know where» («Я должен войти, ты знаешь куда») на «You shut your door, now it ain’t fair» («Ты захлопнула дверь, ну разве это справедливо»), а также «Don’t tell me you want money» («Не говори мне, что тебе нужны деньги») на «Don’t tell me it’s so funny» («Не говори мне, что это так смешно»). Цензурные изменения коснулись и других треков на альбоме, а песня «Runnin' Round This World» вообще была удалена из него.

### Tobacco Road
«Tobacco Road» — фолк-стандарт, сочинённый в 1964 году Джоном Д. Лаудермилком. Jefferson Airplane записали одну из многочисленных (наряду с War, Status Quo и другими) рок-версию этой песни.

## Участники
- Марти Балин — ведущий вокал
- Сигни Толи Андерсон — вокал, перкуссия
- Йорма Кауконен — соло-гитара
- Пол Кантнер — ритм-гитара, бэк-вокал
- Джек Кеседи[англ.] — бас-гитара
- Скип Спенс — ударные
- Спенсер Драйден[англ.] — ударные (на песне «Go to Her» и альтернативных версиях «And I Like It» и «Chauffeur Blues»)

## Позиции в чартах
| Год  | Чарт                | Позиция |
| ---- | ------------------- | ------- |
| 1966 | США (Billboard 200) | 128     |